# 田家街道
田家街道，是中华人民共和国辽宁省盘锦市大洼区下辖的一个乡镇级行政单位。辽政【2016】69号文件将田家镇撤镇设街，盘政【2016】36号文件将前进街道从田家街道析出。

## 行政区划
田家街道下辖10个社区：东方社区、昆仑社区、欣田社区、盛田社区、田家社区、大高家社区、小洼社区、大堡子社区、毛家社区、马圈子社区。